# 周夔 (正德進士)
周夔（1481年—？），字公遜，湖廣武昌府嘉魚縣人，軍籍，明朝政治人物。

## 生平
湖廣鄉試第五十三名舉人，正德十六年（1521年）中式辛巳科會試第一百五十七名，三甲第一百七十六名進士。嘉靖二年（1523年）任四川富顺县知县，建社學六处，其一为西湖书院。重建明伦堂，修濬泮池，又重修治署左右六房抱厦。嘉靖四年（1525年）鄰邑曾玙作《泮池颂》赞美他。

## 家族
曾祖周東；祖父周懋；父周賓，曾任訓導。母仵氏。永感下。